# Grand Prix Formule 1 van Vietnam
De Grand Prix van Vietnam was een geplande race uit de Formule 1-kalender die zou worden gehouden op het Hanoi Street Circuit in de Vietnamese hoofdstad Hanoi. Het circuit is 5,565 kilometer lang, kostte bijna $700 miljoen en is, net zoals de meeste Formule 1-circuits uit de 21e eeuw, ontworpen door Hermann Tilke.
Voormalig Formule 1-baas Bernie Ecclestone had al plannen om een Formule 1-race in Vietnam te organiseren, maar voerde dit idee niet uit omdat er al vier races in Azië werden verreden. Ook gaf hij aan dat de mislukte races in Korea en India hem geen vertrouwen gaven om lange tijd een race in het land te organiseren. Liberty Media, sinds januari 2017 eigenaar van de Formule 1, wilde deze plannen alsnog uitvoeren. In november 2018 werd de race aangekondigd als de eerste nieuwe Grand Prix onder het eigendom van Liberty.

## 2020
Op 5 april 2020 zou de race voor het eerst verreden worden, echter door de coronapandemie werd de race op 15 maart 2020 afgelast. 

## 2021 - heden
Ook in 2021 stond de race niet op de kalender omdat de hoofdverantwoordelijke voor de race, Nguyễn Đức Chung, was gearresteerd en veroordeeld tot 8 jaar cel wegens het in bezit hebben van staatsgeheimen en corruptie bij de aanleg van het circuit. Hoewel de Grand Prix van Vietnam geen onderdeel was van dit schandaal, zijn er vooralsnog geen plannen de race te organiseren. Tegenwoordig is het circuit vrij toegankelijk voor al het verkeer.

## Trivia
Het is wel mogelijk om in het spel F1 2020 de Grand Prix te rijden.  